# Apogonia lobata
Apogonia lobata är en skalbaggsart som beskrevs av Conrad Ritsema 1904. Apogonia lobata ingår i släktet Apogonia och familjen Melolonthidae. Inga underarter finns listade i Catalogue of Life.